# Gazon du Faing
Der Gazon du Faing (deutsch: Rossberg) ist ein 1302 m hoher Berg auf dem Hauptkamm der südlichen Vogesen, der hier die Grenze zwischen den Départements Haut-Rhin (Oberelsass) und Vosges und damit zwischen den historischen Regionen Elsass und Lothringen bildet. Er liegt westlich des Lac Noir (deutsch: Schwarzer See) und östlich der Route des Crêtes (Vogesenkammstraße) im Regionalen Naturpark Ballons des Vosges.

## Lage
Der Granitgipfel des Gazon du Faing liegt zwischen dem Col du Bonhomme (deutsch: Diedolshauser Pass) und dem Col de la Schlucht (deutsch: Schluchtpass). Die nächstgelegenen Gemeinden sind auf elsässischer Seite Soultzeren (deutsch: Sulzern) und auf lothringischer Seite Le Valtin. Südlich benachbart ist der Berg Le Tanet (1293 m).

## Tourismus

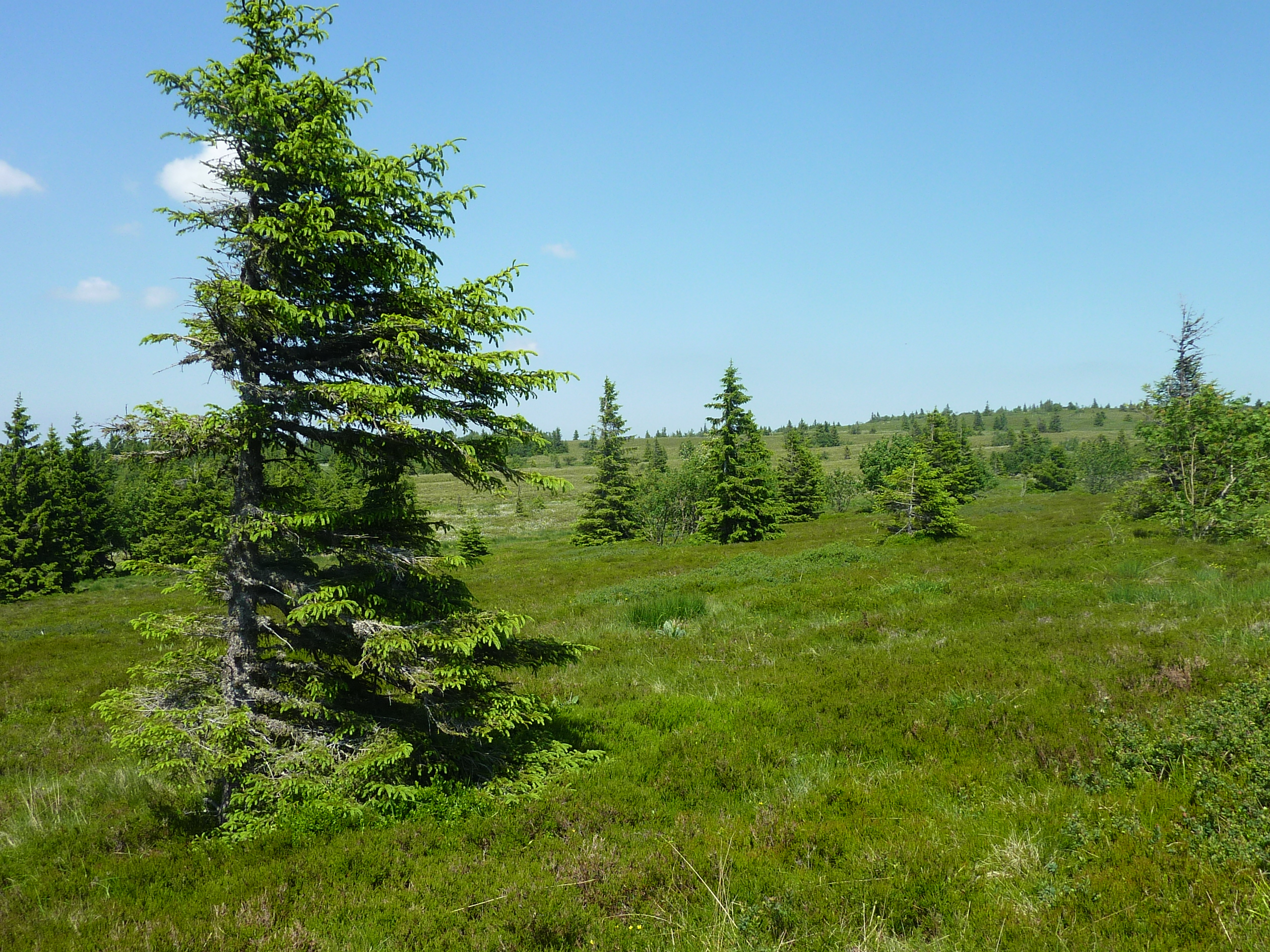
Ehemalige Weiden am Gazon du Faing

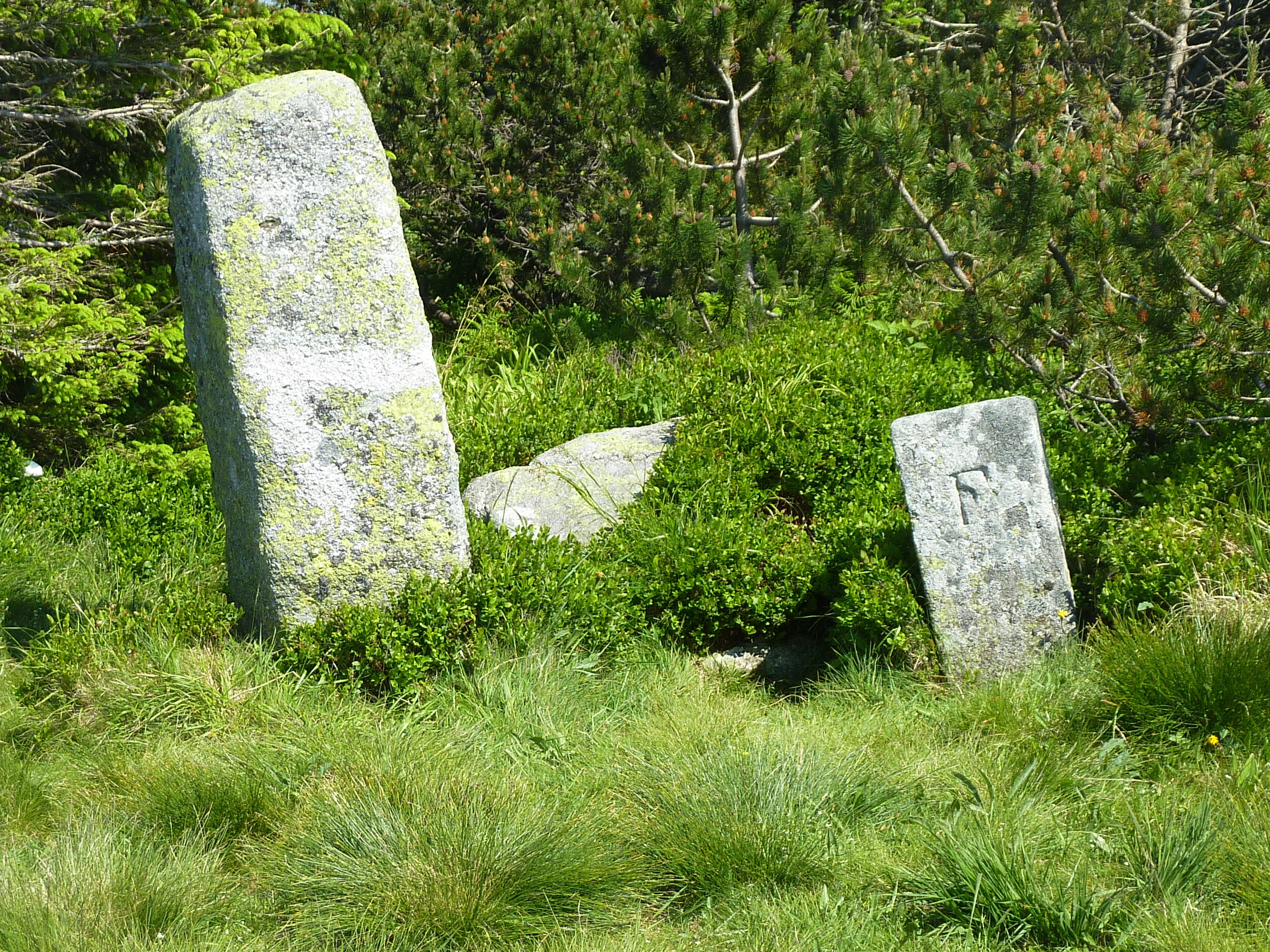
Alte deutsch-französische Grenzsteine am Gazon du Faing

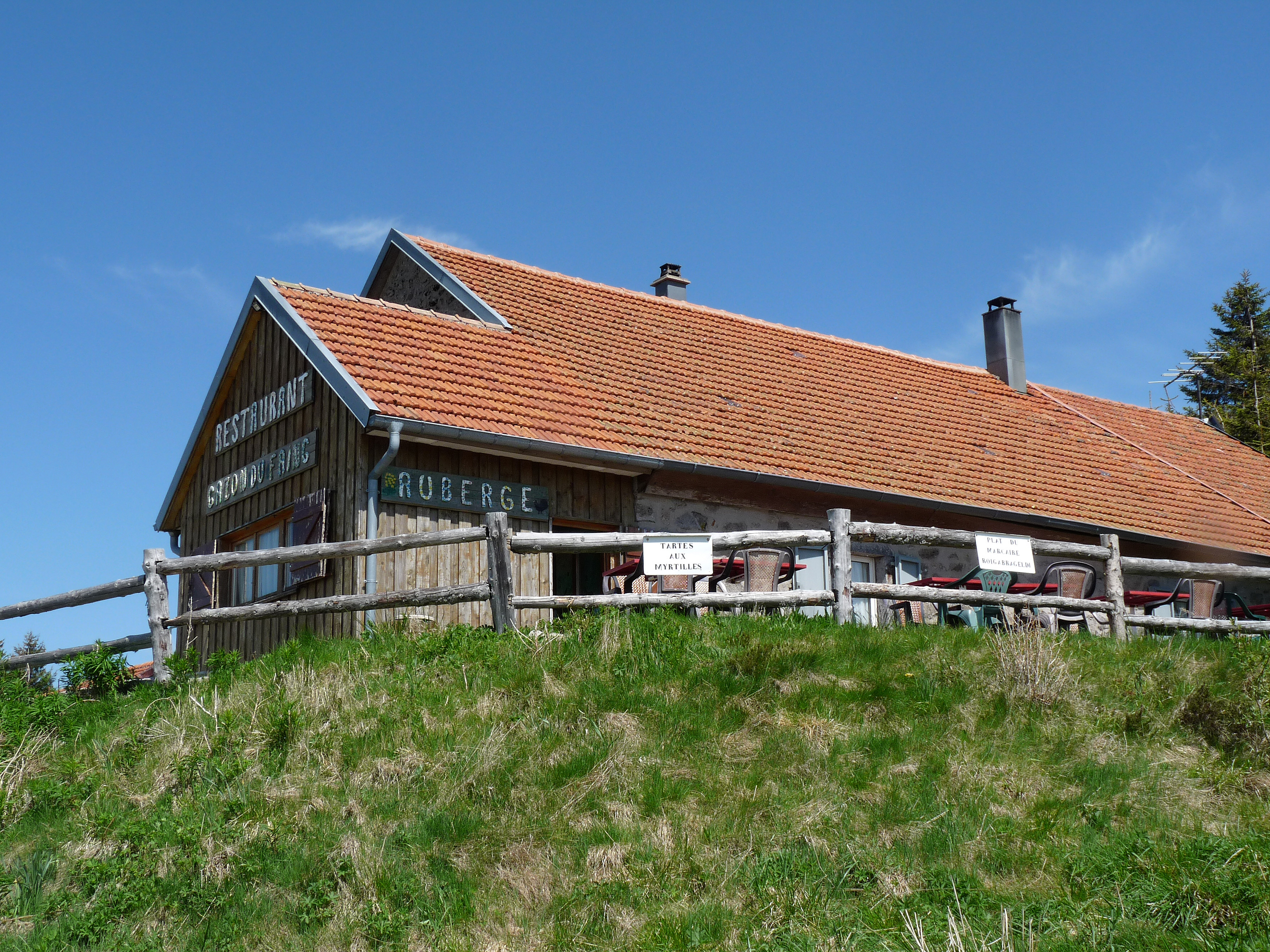
Ferme-auberge am Gazon du Faing

Der Gipfelbereich des Gazon du Faing ist nahezu eben und gehört zum Gebiet der Hochweiden der Hautes Chaumes (alemannisch: Wasen); nach Osten fällt das Plateau zum Lac Noir hin steil ab. Der Berg bietet eine bemerkenswerte Aussicht in das Münstertal und das Tal von Orbey/Urbeis. Südlich des Bergs, über den der Fernwanderweg GR 5 (Teil des Europäischen Fernwanderwegs E2) führt, liegt eine Ferme-auberge (Berggasthof). Ein Gebiet von 505 Hektar bildet auf lothringischer Seite die 1988 geschaffene Réserve naturelle nationale du Tanet-Gazon du Faing.